# Мирський Валерій Ісайович
Вале́рій Іса́йович Ми́рський (18 грудня 1938, Київ — 25 серпня 2023) — український журналіст і футбольний функціонер.

## Життєпис
Народився 18 грудня 1938 року в Києві.
1967 року закінчив факультет журналістики Ленінградського університету.
Працював у газеті «Правда Украины» завідувачем відділу спорту.
В середині 1980-х років його сміливі публікації на футбольну тематику викликали великий ажіотаж серед читачів таких нефутбольних видань як «Прапор комунізму», «Молода гвардія», «Вечірній Київ», «Комсомольское знамя» (1977). Публікувався також в «Спортивній газеті».
Був першим головним редактором газети «Команда», заснованої 1995 року.
2000-х років писав менше. Його статті на футбольну тематику друкувались в газетах «День», «Бульвар Гордона».
Під час горбачовської перебудови створив кооператив, який випускав футбольні плакати і календарики. Написав і поставив на сцені Жовтневого палацу п'єсу про футбол, спільно з Олегом Базилевичем випускав тижневик «Финт».
Автор сценарію чотирисерійного документального фільму «Галактика „Динамо“» продюсера Семена Случевського (2007).
Працював на різних посадах у ФК Динамо (Київ) в цілому понад 9 років.
Працював відповідальним секретарем Професіональної футбольної ліги України.
Помер 25 серпня 2023 року на 85-му році життя.